# Дніпровка (Криворізький район)
Дніпро́вка — село в Україні, Криворізькому районі Дніпропетровської області.
Орган місцевого самоврядування — Новопільська сільська рада. Населення — 61 мешканець.

## Географія
Село Дніпровка знаходиться на березі Красінського водосховища, на відстані 0,5 км знаходиться селище Лісопитомник. Поруч проходить автомобільна дорога Н11.

## Населення

### Мова
Розподіл населення за рідною мовою за даними перепису 2001 року:
| Мова       | Відсоток |
| ---------- | -------- |
| українська | 68,9 %   |
| російська  | 31,1 %   |